# Demonax latevittatus
Demonax latevittatus là một loài bọ cánh cứng trong họ Cerambycidae.